# Florentine Steenberghe-Engeringh
Petronille Aimée Florentine Engeringh (Utrecht, 10 april 1875 – aldaar, 25 september 1952), beter bekend als Florentine Steenberghe-Engeringh, was een Nederlands bestuurder van rooms-katholieke maatschappelijke en vrouwenorganisaties. Zij was van 1919 tot 1936 voorzitster van de Rooms Katholieke Vrouwenbond (RKVB) en van 1922 tot 1952 voorzitter van de Internationale unie van katholieke vrouwenbonden, de latere World Union of Catholic Women's Organisations. Zij was van 1920 tot haar overlijden een invloedrijk persoon in Nederlandse en internationale rooms-katholieke kringen en had zeer goede connecties met het Vaticaan.

## Biografie
Florentine Engeringh was de dochter van Emile Jean Baptiste Herman Maurice Engeringh en de Belgische Berthe Charlotte Léoutine Coquilha. Zij trouwde op 21 september 1897 met Paul Steenberghe. Uit dit huwelijk werd de latere RKSP politicus en minister Max Steenberghe (1899-1972) geboren.
Florentine Steenberghe-Engeringh bekleedde bestuursfuncties bij verschillende maatschappelijke organisaties. Zij was onder andere van 1911 tot 1921 lid van de Voogdijraad in het arrondissement Utrecht, van 1910 tot 1924 bestuurslid van de Vereniging tot Verbetering van Armenzorg in Utrecht en van 1920 tot 1924 bestuurslid van de Nederlandse Vereniging van Armenzorg en Weldadigheid. Ook was ze enkele jaren bestuurslid van de Rooms-Katholieke Vredesbond en de gezondheidsraad, en was ze betrokken bij de oprichting van de KRO.Zij was lid van de RKSP en stond meerdere keren voor die partij op een kandidatenlijst.

## Rooms-katholieke Vrouwenbond
Steenberghe-Engeringh was 1913 tot 1922 voorzitter van de afdeling Utrecht van Rooms-Katholieke Vrouwenbond (RKVB) en van 1919 tot 1936 voorzitster van de landelijke Rooms Katholieke Vrouwenbond; dit was een landelijke federatie van de Vrouwenbonden die sinds 1912 in de Nederlandse bisdommen bestonden.
De RKVB was opgericht met het doel alle katholieke vrouwen te verenigen, zonder aanzien van stand, sociale positie of werk. In de zuidelijke bisdommen waren de bisschoppen er echter voor om de vrouwen op basis van stand te organiseren: arbeidsters bij arbeidsters en boerinnen bij boerinnen. Ook vrouwen zelf gaven hier vaak de voorkeur aan omdat ze zich ongemakkelijk voelden om samen met vrouwen uit hogere standen in één organisatie te zitten en weinig vertrouwen hadden in de besturen van de lokale organisaties, die vooral bestonden uit vrouwen uit de hogere klassen. De bisschoppen uit Noord-Brabant en Zuid-Limburg bepleiten de oprichten van aparte vrouwenorganisaties voor arbeidsters, los van de RKVB. Steenberghe-Engeringh verzette zich tegen dit voorstel en probeerde invloed uit te oefenen op aartsbisschop Van de Wetering, maar wist niet te verhinderen dat het in 1919 werd ingevoerd.
Steenberghe-Engeringh werd in 1922 op voordracht van paus Pius XI gekozen tot voorzitter van de Internationale unie van katholieke vrouwenbonden (Union International des Ligues Catholiques Feminines, na 1952 de World Union of Catholic Women's Organisations). Onder haar leiderschap groeide deze internationale organisatie snel. Steenberghe was ook betrokken bij de oprichting van de Conference of International Catholic Organisations (CICO) in 1927. Ze bleef voorzitter van de Internationale unie van katholieke vrouwenbonden tot 1952, hoewel ze in 1947 paus Pius XII al had verzocht terug te mogen treden.
Steenberghe-Engeringh was een invloedrijk persoon in Nederlandse en internationale rooms-katholieke kringen; zij had zeer goede connecties met het Vaticaan. Zij werd bij leven al gewaardeerd als een bekwaam en diplomatiek bestuurder. Haar uitvaartdienst in de Sint-Catharinakathedraal in Utrecht op 30 september 1952 werd bijgewoond door een groot aantal hoogwaardigheidsbekleders en bestuurders van maatschappelijke en vrouwenorganisaties.

## Onderscheidingen
- 1920. Erekruis Pro ecclesia et pontifice.[12]
- 1927. Officier in de Orde van Oranje-Nassau.[13]
- 1936. Gouden Kruis verleend door paus Pius XI .[14]